# Lindenhurst (Illinois)
Lindenhurst és una vila dels Estats Units a l'estat d'Illinois. Segons el cens del 2000 tenia 12.539 habitants.

## Demografia
Segons el cens del 2000, Lindenhurst tenia 12.539 habitants, 4.235 habitatges, i 3.472 famílies. La densitat de població era de 1.301,4 habitants/km².
Dels 4.235 habitatges en un 45,3% hi vivien nens de menys de 18 anys, en un 74,3% hi vivien parelles casades, en un 5,2% dones solteres, i en un 18% no eren unitats familiars. En el 14,2% dels habitatges hi vivien persones soles el 4,4% de les quals corresponia a persones de 65 anys o més que vivien soles. El nombre mitjà de persones vivint en cada habitatge era de 2,93 i el nombre mitjà de persones que vivien en cada família era de 3,27.
Per edats la població es repartia de la següent manera: un 30,3% tenia menys de 18 anys, un 5,8% entre 18 i 24, un 37,3% entre 25 i 44, un 19,8% de 45 a 60 i un 6,7% 65 anys o més.
L'edat mediana era de 34 anys. Per cada 100 dones de 18 o més anys hi havia 94,9 homes.
La renda mediana per habitatge era de 74.841 $ i la renda mediana per família de 78.271 $. Els homes tenien una renda mediana de 54.167 $ mentre que les dones 33.935 $. La renda per capita de la població era de 27.534 $. Aproximadament l'1,1% de les famílies i l'1,6% de la població estaven per davall del llindar de pobresa.

## Poblacions properes
El següent diagrama mostra les poblacions més properes.